# 5e arrondissement de Porto-Novo
Pour un article plus général, voir Arrondissements de Porto-Novo.
Pour les articles homonymes, voir 5e arrondissement.
Le 5e arrondissement de Porto-Novo est l'un des cinq arrondissements de la commune de Porto-Novo dans le département de l'Ouémé au Bénin.

## Géographie

### Localisation
Le 5e arrondissement est situé à l'Ouest de la commune de Porto-Novo, capitale de la république du Bénin.
|                      | Commune d'Akpro-Missérété          |                                 |
| Commune des Aguégués | du 5e arrondissement de Porto-Novo | 4e arrondissement de Porto-Novo |
|                      | 3e arrondissement de Porto-Novo    |                                 |

### Administration
Sur les 100 villages et quartiers de ville que compte la commune de Porto-Novo, le 5e arrondissement en groupe 15 quartiers que sont,: 
1. Akonaboè
2. Djlado
3. Dowa
4. Dowa Aliogbogo
5. Dowa Dédomè
6. Houinvié
7. Louho
8. Ouando
9. Ouando Clékanmè
10. Ouando Kotin
11. Tokpota Dadjrougbé
12. Tokpota Davo
13. Tokpota Vèdo
14. Tokpota Zèbè
15. Tokpota Zinlivali

## Population et société

### Démographie
Selon le recensement général de la population et de l'habitation de 2013 conduit par l'Institut national de la statistique et de l'analyse économique (INSAE), le 5e arrondissement compte 18188 ménages avec 81 747 habitants,.
| Indicateur           | 2013  |
| -------------------- | ----- |
| Nombre de ménages    | 18188 |
| Population masculine | 39193 |
| Population féminine  | 42554 |
| Population totale    | 81747 |

La population est composée de plusieurs ethnies et groupes socioculturels. Il s'agit notamment des Gouns et des Yorubas avec plus de 80% de la population, et forment les groupes dominants. On y rencontre également les ethnies comme les Ajas, Dendis, Toffins, Minas, okpas, Sèto et Tori,.

### Économie
La population pour ses sources de revenus, mène des activités agricoles et la pêche et le commerce.